# Toxic TV
 (транскр.  Токсик ТВ) је српски кабловски телевизијски канал који се емитује од 15. децембра 2019. године.